# イヴ・コンガール
イヴ・マリ・ジョゼフ・コンガール（Yves Marie Joseph Congar, 1904年4月8日スダン - 1995年6月22日）はフランス人のカトリック司祭、神学者。ドミニコ会員で、20世紀を代表する神学者の一人。最晩年に生涯の功績に報いる形で枢機卿にあげられた。
フランスのスダン出身のイヴ・コンガールは、1925年、ドミニコ会入会。1930年、司祭叙階。第2バチカン公会議においてカール・ラーナーらと共に主導的な役割を果たした。同公会議後は、ローマの国際神学委員会委員を務めた。パリで死去。

## 経歴
若くしてドミニコ会の修道院に入ったコンガールは司祭叙階を前にして黙想の中で、ヨハネ17章のキリストの祈り「父よ彼らを一つにしてください」から、自らの召命は教会一致へのそれであると確信したという。コンガールの修士論文は司祭叙階の翌年に記されており、その主題は教会一致についてである。このコンガールの神学は、過度に革新的とみられた時期もあり、ピウス12世の時代に教皇庁の指示によって、教壇に立つことも、著作も禁じられ、エルサレムやイギリスでの生活を余儀なくされたこともあった。
しかし、エキュメニズムにも強い関心を抱いていたコンガールは、その深い思索によって20世紀半ばのカトリック教会の刷新運動において重要な役割を果たすことになり、第2バチカン公会議において思想的主導者の立場を担った。彼の著作は聖霊論、教会論、信徒使徒職、聖餐論、マリア論、など多岐に及んでおり、公会議中の日記も貴重な資料となっている。また、晩年に記された聖霊論についての著作はカトリック、プロテスタントを問わず非常に評価されるものである。
コンガールの神学は東方教会、プロテスタント教会との対話へと向かって開かれており、特に晩年の大著「Je crois en L'Espirit Saint」では、東方教会の聖霊論、三位一体論について多くの頁を用いている。
いずれも教会への関心と熱い思いが伝わるものである。コンガールは自らの書物の中で、神への栄唱として神学の業をなすと記している。
1994年、90歳で枢機卿にあげられた。これは多分に名誉的なものであったが、バチカンがコンガールの貢献を認めた証しとなった。

## 日本語版のある著作
- 『わたしは聖霊を信じる』現代カトリック思想叢書1.2.3.(全三巻)（サンパウロ発行）

　Je crois en L'Esprit Saint  1979.Paris.
- 『教会』現代カトリック思想叢書13　（サンパウロ発行）